# Дэвис, Фредди
Фре́дди Дэ́вис (англ. Freddie Davies; 21 июля 1937, Брикстон, Лондон, Англия, Великобритания) — английский актёр и певец.

## Биография
Фредди Дэвис родился 21 июля 1937 года в Брикстоне (Лондон, Англия, Великобритания). Фредди — внук актёра Джека Херберта. В начале Второй мировой войны Дэвис был эвакуирован в Синд в Уилтшире, впоследствии в Торки, в Девоне, а затем в Сэлфорд, графство Ланкашир в 1941 году.

## Карьера
Фредди дебютировал в кино в 1971 году, сыграв мужчины в эпизоде «Мать и отец преуспевают» телесериала «Доктор по особым поручениям». В 2004 году Дэвис сыграл роль старика на портрете в фильме «Гарри Поттер и узник Азкабана». В 2005 году он сыграл свою 24-ю и последнюю роль — боящегося в телесериале «Чувствительная кожа».

## Избранная фильмография
| Год  |   | Русское название              | Оригинальное название                    | Роль               |
| ---- | - | ----------------------------- | ---------------------------------------- | ------------------ |
| 1971 | с | Доктор по особым поручениям   | Doctor at Large                          | мужчина            |
| 2004 | ф | Гарри Поттер и узник Азкабана | Harry Potter and the Prisoner of Azkaban | старик на портрете |
| 2004 | с | Моя семья                     | My Family                                | глава Чешира       |
| 2005 | с | Чувствительная кожа           | Sensitive Skin                           | боящийся           |